# Domingos Monteiro
Domingos Monteiro (* 6. November 1903 in Barqueiros, Portugal; † 17. August 1980 in Lissabon) war ein portugiesischer Schriftsteller.
Monteiro war schon früh schriftstellerisch tätig. Einen ersten Band mit Gedichten veröffentlichte er bereits als 15-Jähriger, ein zweiter folgte zwei Jahre später. Er studierte Rechtswissenschaften und arbeitete dann als Rechtsanwalt.
Als Schriftsteller verfasste er neben Gedichtbänden auch Romane, Erzählungen und soziologische Abhandlungen.

## Werke (Auswahl)
- Geschichte der Zivilisation
- Die Krise des Idealismus in der Kunst und im sozialen Leben, 1932
- Enfermaria, Prisão e Casa Mortuária, Erzählungen, 1943
- O Mal e o Bem, Erzählungen, 1945
- O Caminho para Lá, Roman, 1947
- Contos do Dia e da Noite, Erzählungen, 1952